# Audrey Tautou

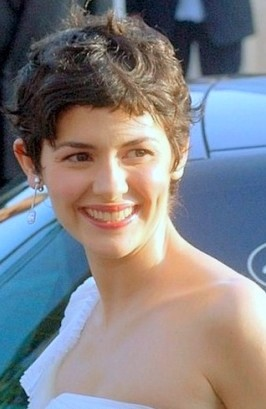
Audrey Tautou (Cannes 2006)

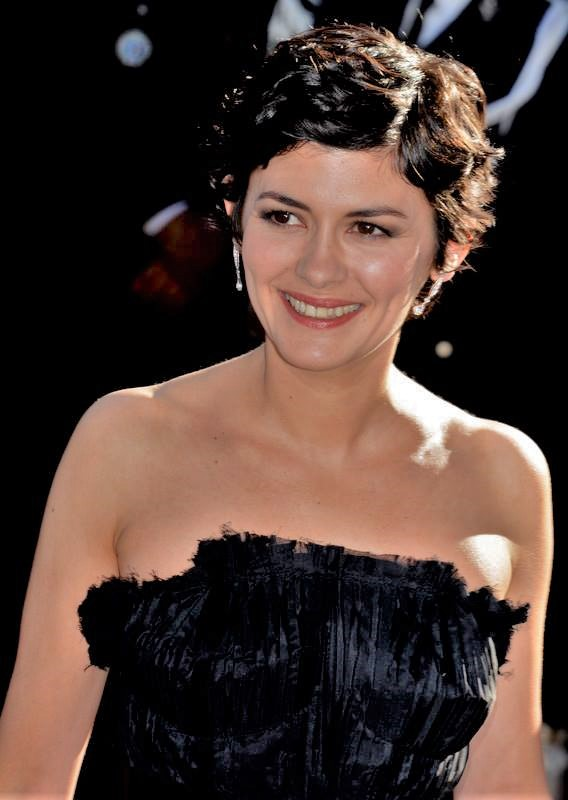
Audrey Tautou (Cannes 2013)

Audrey Justine Tautou (wym. [odʁɛ ʒystin totu]ⓘ, ur. 9 sierpnia 1976 w Beaumont) – francuska aktorka i modelka.

## Życiorys

### Wczesne lata
Urodziła się w Beaumont, w departamencie Puy-de-Dôme, jako córka Evelyne Marie Laure (z domu Nuret), nauczycielki, i Bernarda Tautou, stomatologa. Jej imię zostało wybrane na cześć aktorki Audrey Hepburn. Dorastała w Montluçon. Po ukończeniu Collège Jules Ferry de Montluçon z wyróżnieniem, uczęszczała do  prywatnej szkoły teatralnej Cours Florent w Paryżu. Tam nauczyła się angielskiego i włoskiego. Studiowała w Paryskim Instytucie Katolickim. W młodości uczęszczała do kościoła i stwierdziła, że „oficjalnie nie jest” katoliczką.

### Kariera
W 1996 zadebiutowała na telewizyjnym ekranie w filmie kryminalnym Główny cel (Coeur de cible) z Francisem Husterem. Po występach w filmach krótkometrażowych i francuskich serialach telewizyjnych, przyjęła rolę Marie w komediodramacie Tonie Marshall Salon piękności Venus (Vénus beauté (institut), 1999), za którą otrzymała Cezara jako najbardziej obiecująca aktorka. W 2000 otrzymała francuską nagrodę Prix Suzanne Bianchetti dla najbardziej obiecującej aktorki. Następnie została obsadzona w tytułowej roli nieśmiałej Amelii, która postanawia zmienić na lepsze życie swoich bliźnich w komedii romantycznej Jean-Pierre’a Jeuneta Amelia (Le Fabuleux destin d’Amélie Poulain, 2001) była nominowana do Cezara dla najlepszej aktorki i Nagrody Satelity. Była potem nominowana do Cezara: w 2005 za najlepszą główną rolę kobiecą Mathilde w melodramacie wojennym Jean-Pierre’a Jeuneta Bardzo długie zaręczyny (Un long dimanche de fiançailles, 2004), w 2010 za główną rolę Coco Chanel w dramacie biograficznym Coco Chanel (Coco avant Chanel, 2009) i w 2019 dla najlepszej aktorki w roli drugoplanowej za postać Agnès Parent w komedii kryminalnej Mój problem to ty (En liberté!, 2018).
Była na okładkach magazynów takich jak „Elle”, „Allure”, „Glamour”, „Marie Claire”, „Time”, „Grazia”, „Zwierciadło”, „Vogue”, „Gala” i „Cosmopolitan”, a także „Film” (w czerwcu 2009).

## Wybrana filmografia
- 1999: Salon piękności Venus (Vénus beauté (institut))
- 2000: Libertyn (Le Libertin)
- 2000: Nie taki diabeł straszny (Voyous Voyelles)
- 2000: Szczęśliwy traf (Le Battement d'ailes du papillon)
- 2001: Amelia (Le Fabuleux destin d'Amélie Poulain)
- 2001: Bóg jest wielki, a ja malutka (Dieu est grand, je suis toute petite)
- 2002: Niewidoczni (Dirty Pretty Things, 2002)
- 2002: Kocha... nie kocha!, (À la folie... pas du tout)
- 2002: Smak życia (L'Auberge espagnole)
- 2003: Happy End (Nowhere to Go But Up)
- 2003: Pas sur la bouche
- 2003: Marynarze (Les Marins perdus)
- 2004: Bardzo długie zaręczyny (Un long dimanche de fiançailles)
- 2005: Smak życia 2 (Les Poupées russes)
- 2006: Kod da Vinci (The Da Vinci Code)
- 2006: Miłość. Nie przeszkadzać! (Hors de prix)
- 2007: Po prostu razem (Ensemble, c'est tout)
- 2009: Coco Chanel (Coco avant Chanel)
- 2010: Kłamstewka (De vrais mensonges)
- 2011: Delikatność (La Délicatesse)
- 2012: Thérèse Desqueyroux
- 2013: Dziewczyna z lilią (L'Écume des jours[8])
- 2013: Smak życia 3, czyli chińska układanka (Casse-tête chinois)
- 2015: Wirus i Oktan (Microbe et Gasoil)
- 2016: Odyseja (L'odyssée)
- 2017: Ouvert la nuit
- 2016: Wieczność (Éternité)
- 2017: Mikołaj i spółka (Santa & Cie)
- 2018: Mój problem to ty (En liberté!)
- 2019: The Jesus Rolls[9]

## Nagrody
- Cezar Najbardziej obiecująca aktorka: 2000 Salon piękności Venus